# Heng Shan (Shanxi)
Planina Heng (kineski: 恒山; pinyin: Héng Shān), poznata i po starimenima imenu kao Chang Shan (常山 Cháng Shān), je planina velikog povijesnog i kulturnog značaja za Kineze. Duga je oko 150 km i nalazi se u pokrajini Shanxi (Kina) i jedna je od „Pet svetih planina”. Poznata je i kao Sjeverni Hengshan kako bi se razlikovala od istoimene planine na jugu, „Južnog Hengshana” (Heng Shan (Hunan), koja je također jedna od pet svetih planina. 
Poput drugih taoističkih planina u Kini, Hengshan se smatra svetom planinom još od vremena dinastije Chou. No, kako se nalazila na krajnjem sjeveru Kine, koji je često bio pod kontrolom drugih naroda, Sjeverni Hengshan nema tako snažnu tradiciju hodočašća od ostale četiri svete planine Kine. Doista, i dan danas je najmanje posjećena i najmanje razvijena od ovih pet planina. No, zbog toga je i manje komercijalizirana te na planini nema hotela i planina je bolje očuvana. Na primjer, glavni vrh je udaljen samo tri sata ugodnog pješačenja od parkirališta koje se nalazi samo par kilometara od ulaza u nacionalni park gdje se kupuju karte. Hramovi se uzdižu na njegovim liticama koje su uglavnom prekrivene kukutom, borovima, jelama, brijestom, topolama i glogom, a vrh mu je prekriven ljiljanima u srpnju.
„Vrat zlatnog zmaja” (金龙峡, Jīn Long Xiá) koji razdvaja dva najviša vrha planine Heng bio je važan strateški prolaz koji je dinastija Ming nazvala „prvom prirodnom utvrdom na sjeveru”.
Još za dinastije Han na obroncima Sjevernog Hengshana izgrađen je „Hram sjevernog vrha” (恒山, Beiyue Miao), posvećen bogu planine. Iako je nekoliko puta bio uništen i obnavljan, ovaj hram ima neprekidnu povijest sve do današnjih dana. Za vrijeme okupacije, kad su ovim područjem vladali drugi narodi, štovanje boga Hengshana se vršilo u hramu Beiyue u Baodingu, pokrajina Hebei.
No, najslavniji je slikoviti Viseći hram (Xuankong 悬空寺) koji je izgrađen na litici, 75 m iznad tla, prije više od 1500 godina. Osim svoje lokacije, hram je važan kao svetište tri kineske vjere: taoizam, budizam i konfucijanizam. 
U blizini se nalaze i Špilje Yunganga (云冈石窟), drevni budistički hramovi izgrađeni u špiljama planine Wuzhou Shan.
- Pogled s vrha Hengshana
- Viseći hram Xuankong
- Ulaz u područje planine
- Hram sjevernog vrha

## Vanjske poveznice
|  | Zajednički poslužitelj ima još gradiva o temi Heng Shan (Shanxi) |